# William Charles Anderson
William Charles Anderson (* 7. Mai 1920 in La Junta, Colorado; † 16. Mai 2003 in Fairfield, Kalifornien; auch bekannt als William C. Anderson) war ein amerikanischer Schriftsteller, der auch mehrere Science-Fiction-Romane verfasste.

## Leben und Werk
William C. Anderson wurde geboren am 7. Mai 1920 in dem kleinen Ort La Junta, Colorado in den USA. Er diente in der U. S. Air Force während des Zweiten Weltkriegs, bis die USA offen in den Vietnamkrieg eintraten und schied dann aus im Rang eines Colonel.
In den 1950er Jahren fing er an zu schreiben. Zuerst eine Serie von Kolumnen für MATS Flyer, das Magazin der Air Force (MATS = Military Air Transport Service), welches später in MAC Flyer (Military Airlift Command) umbenannt wurde.
Mehrere seiner Bücher waren autobiographische Erzählungen der Abenteuer von Anderson selbst, seiner Frau Dortha (geborene Powers, 1919–2005) und ihrer Kinder Ann, Scott und Holly.
Alle seine belletristischen Werke enthalten eine Nebenfigur namens Colonel Cornelius C. (für „Catastrophe“) Callaghan. Callaghan, ein Air Force Berufsoffizier, ist ein Geschäftemacher, der mit seinem detaillierten Wissen und Können die Hauptfiguren unterstützt, oft trotz Vorschriften oder übergeordneter Dienststellen.
Als Drehbuchautor bearbeitete er unter anderem seine eigene Erzählung BAT-21 sowie Hurricane Hunters, aus dem ein Fernsehfilm für ABC mit Martin Milner wurde.
Außer seinen Büchern schrieb William C. Anderson eine monatliche Kolumne für Motor Home unter den Namen Back Roads und Off Ramp. Die letzte davon wurde zwei Monate vor seinem Tod veröffentlicht.
William Charles Anderson starb am 16. Mai 2003 in Fairfield, Kalifornien. Er ist auf dem National Memorial Cemetery of the Pacific in Honolulu bestattet.

## Bibliografie
- Valley of the Gods (1957, als Andy Anderson)
- Five, Four, Three, Two, One – Pfft (1960)
- Penelope (1963)
  - Deutsch: Penelope. Übersetzt von Heinz und Gabriele Bruck. Heyne (Heyne Bücher #431), München 1966.
- Adam M-1 (1964)
  - Deutsch: Der Weltraum-Roboter. Heyne Science Fiction & Fantasy #3105, 1967.
- Pandemonium on the Potomac (1966)
- The Gooney Bird (1968)
- The Two-ton Albatross, or Across a Transcontinental Highway in a Travel Trailer… (1969)
- The Apoplectic Palm Tree (1969)
- Roll up the Wallpaper, We're Moving (1970)
- Hurricane Hunters (1972)
- The Headstrong Houseboat (1972)
- The Great Bicycle Expedition: Freewheeling through Europe… (1973)
- Different Spokes for Different Folks (1973)
- Penelope, the Damp Detective (1974)
- When the Offspring Have Sprung (1978)
- Home Sweet Home Has Wheels, or, Please Don't Tailgate the Real Estate (1979)
- BAT-21 (1980)
- Bomber Crew 369 (1986)
- Taming Mighty Alaska: An RV Odyssey (1990)
- Lady Bluebeard (1994)
- How to Survive Hospital Care, or “Why They Keep Bedpans in the Freezer” (1996)

## Verfilmungen
- 1987: BAT-21 - Mitten im Feuer – mit Gene Hackman und Danny Glover